# Hymenophyllum pulchellum
Hymenophyllum pulchellum är en hinnbräkenväxtart som beskrevs av Diederich Franz Leonhard von Schlechtendal och Cham. Hymenophyllum pulchellum ingår i släktet Hymenophyllum och familjen Hymenophyllaceae. Inga underarter finns listade.